# Ryō Yamazaki
Ryō Yamazaki (japanisch 山崎 良 Yamazaki Ryō; * 1. Juli 1972 in der Präfektur Niigata) ist ein japanischer Synthesizer-Programmierer, der gelegentlich auch als Komponist in Erscheinung trat. Nach einer Zeit bei Jaleco war er für DigiCube tätig, bis er bei Square Enix anheuerte.

## Leben
Yamazaki wuchs in Niigata auf und studierte Klavier an der Universität Niigata.

## Karriere
1996 begann er im Unternehmen Jaleco zu arbeiten. Dort beschäftigte er sich mit Komposition, Sounddesign und der Bearbeitung von Stimmen der Videospielfiguren. Es folgte ein Projekt als Komponist, Synthesize-Operator und Sound-Designer für den Playstation-Titel Dragon Seeds mit Kenichi Arakawa.
1999 begann er eine enge Zusammenarbeit mit Masashi Hamauzu für die Musik des Spiels SaGa Frontier 2. Hier überarbeitete er die zuerst klassisch wirkende Musik mit einigen exzentrischen Noten und zeigt damit, was mit Videospielmusik künstlerisch machbar war. Etwa zur gleichen Zeit gelang es ihm, den von Yasunori Mitsuda gewünschten besonders überzeugenden Gitarrensound für Chrono Cross umzusetzen. Weiters wurde auf seinen Vorschlag hin das Lied Soaring Wings für Final Fantasy von Mio Kashiwabara gesungen. Er lernte sie zuvor an der Universität Tokio kennen.
Nach diesen Projekten galt er als etablierter Synthesizer Operator. Er arbeitete weiter an Playstation-2-Titeln. So überarbeitete er Yoko Shimomuras populären Score für Kingdom Hearts.
Nach kleineren Beiträgen zu Final Fantasy XI Rise of the Zilart und Kingdom Hearts:Final Mix erschienen die Titel Front Mission 4, Front Mission Online, und Dirge of Cerberus: Final Fantasy VII. Obwohl ansonsten eher die Komponisten den Ruhm ernten, gelang es Yamazaki durch seine Leistung in der Branche bekannt zu werden. Durch seine Musik versucht er eine besonders realistische Atmosphäre in die Spiele zu bringen. Bei Front Mission Online trug er nur wenig bei und ließ Hidenori Iwasaki und Tsuyoshi Sekito den Vorrang.
In letzter Zeit leistete er mehr kleinere Beiträge, um sich breiter als Elektropopkünstler aufzustellen.
Der neueste Release mit seiner Mitwirkung ist LORD of VERMILION Re:2 FAN KIT, der am 9. August 2011 erschien.

## Diskografie
Synthesizer-Programmierung
- Chocobo's Dungeon 2 (1998)
- SaGa Frontier 2 (1999)
- Legend of Mana (1999) mit Takeharu Ishimoto, Hidenori Iwasaki und Hirosato Noda
- Chrono Cross (1999)
- Final Fantasy X (2001) mit Takeharu Ishimoto und Keiji Kawamori
- Kingdom Hearts (2002)
- Unlimited SaGa (2002)
- Final Fantasy XI: Rise of the Zilart (2003) mit Hidenori Iwasaki und Hirosato Noda
- Musashi: Samurai Legend (2005)
- Heroes of Mana (2007)

Komposition
- Dragon Seeds (1998) mit Kenichi Arakawa
- Racing Lagoon (1999) mit Noriko Matsueda und Takahito Eguchi
- Front Mission 4 (2003) mit Hidenori Iwasaki
- Front Mission Online (2005) mit Hidenori Iwasaki
- Dirge of Cerberus: Final Fantasy VII (2006) mit Masashi Hamauzu
- Final Fantasy Crystal Chronicles: The Crystal Bearers (2009) mit Hidenori Iwasaki und Kumi Tanioka
- Balan Wonderworld (2021)

Arrangement
- Final Fantasy XIII (2009) mit Junya Nakano, Mitsuto Suzuki and Toru Tabei